# 天賜 (劉永昌)
天賜（てんし）は金代に劉永昌が自立し建てた私年号。1214年。

## 西暦との対照表
| 天賜 | 元年   |
| 西暦 | 1214年 |
| 干支 | 甲戌   |